# Sanjōnishi Sanetaka
Sanjōnishi Sanetaka (三条西実隆), 1455-1537, est un homme de lettres japonais de l'époque de Muromachi/époque Sengoku, issu d'une famille noble de la cour impériale (buke). 
Il est le fils de Sanjōnishi Kin'yasu (1398-1460), issu d'un clan secondaire issu du clan Sanjō (et, plus loin, des Fujiwara), ministre du palais (Naidaijin) ce qui en fait un membre de la haute aristocratie. Sa mère est issue d'un autre clan noble prestigieux, les Kanroji. Ces années correspondent aux troubles de la guerre d'Ōnin (1467-1477), qui voient la destruction de la majeure partie de Kyoto, la capitale impériale, et l'appauvrissement des clans nobles. Mais il s'agit aussi d'une période de floraison culturelle, autour des lettrés que patronne le shogun retiré Ashikaga Yoshimasa, la période de la « culture d'Higashiyama ». Perdant rapidement son père, Sanetaka est emmené par sa mère au temple Kuramadera où il passe les années les plus difficiles du conflit, marquées notamment par la mort de sa mère en 1472. Il est témoin des troubles de se temps, qui ne l'empêchent pas de poursuivre sa formation de lettré destinée à le conduire à une fonction à la cour impériale, avec l'aide du clan de sa mère, notamment son oncle Kanroji Chikanaga, ainsi que des moines. Revenu à la capitale en tant que chef de son clan, il est repéré grâce à ses talents de copiste par l'empereur Go-Tsuchimikado qui en fait un compagnon d'étude de son fils, et aussi du shogun Yoshimasa. Il se rapproche aussi du maître du renga Sōgi, avec lequel il travaille régulièrement. Il épouse vers 1578 une fille du clan Kajūji, la branche parente des Kanroji, son beau-père Norihide occupant une position importante à la cour impériale, servant d'intermédiaire avec le shogunat. Sanetaka assure ses revenus grâce à plusieurs domaines, notamment le marché aux poissons de Yodo et la guilde du lin, mais en raison des difficultés du temps il lui est souvent difficile de percevoir tous ses revenus théoriques, aussi il recourt de plus en plus à ses talents de calligraphe afin d'améliorer sa situation financière. 
Homme de lettres versé dans plusieurs arts, il participe aux cercles des lettrés et artistes de son temps, et s'efforce de préserver la culture de son milieu durant cette période difficile, dans la droite ligne d'un grand lettré de la génération qui le précède, Ichijō Kaneyoshi (1402-1481). Sanetaka est proche des poètes Sōgi, Sōchō et Shōhaku, maîtres du poème lié, renga. Il peut également s'appuyer sur le patronage de certains hommes d'armes, les daimyōs. Il fit ainsi copier de nombreux ouvrages, aussi bien de langue chinoise que japonaise. Il réalisa par exemple en 1510 la calligraphie d'une édition du Dit du Genji illustrée par le peintre Tosa Mitsunobu pour le compte de Sue Saburō.
Le journal de Sanetaka (Sanetakakōki), qui couvre la période allant de 1474 à 1536, est un témoignage d'une grande importance pour la connaissance de la vie à Kyoto dans les années suivant la guerre d'Ōnin.
Sanetaka est également le fondateur de l'école Oie du kōdō, l'art des parfums.